# Trận Burkersdorf
Trận chiến Burkersdorf là một trận đánh trong cuộc chiến tranh Bảy năm tàn khốc, diễn ra vào ngày 21 tháng 7 năm 1762. 40.000 quân Phổ đã đánh thắng khoảng 30.000 quân Áo. Với trận đánh này, Quốc vương Phổ Friedrich II Đại Đế một lần nữa đánh bại được kình địch của ông - Thống chế Áo - Bá tước Leopold Joseph von Daun. Về phía nhà vua nước Phổ có một đạo quân Nga trong trận đánh tại Burkersdorf, dù họ chẳng tham gia chiến sự. Việc giữ vững tỉnh Silesia ở phía bắc Glatz là một trong những chiến thắng vang dội nhất của Quân đội Phổ vào năm 1762. Sau chiến thắng lừng lẫy tại Burkersdorf, Quân đội Phổ sẽ còn đạt thêm chiến thắng, chiếm đóng tỉnh Silesia và cuộc chiến tranh Bảy năm kết thúc ít lâu sau đó.

## Bối cảnh lịch sử
Những nỗ lực tiêu diệt nước Phổ của liên quân Nga - Áo - Pháp - Thụy Điển... hoàn toàn thất bại vào năm 1761. Song, Vương quốc Phổ cũng chịu một tổn thất nghiêm trọng: mất một đồng minh là Vương quốc Anh. Vua Phổ là Friedrich II Đại Đế chỉ còn có 60.000 quân, bản thân ông thống lĩnh 30.000 quân tại tỉnh Silesia. Tuy nhiên, với ý chí quyết đấu và tài năng tổ chức - một trong những tài năng xuất sắc nhất của ông, nhà vua không những giữ vững 60.000 quân sẵn có, tăng gấp đôi quân số, và bản thân ông thống lĩnh 70.000 quân ở tỉnh Silesia. Trong lúc đó, liên quân chống Phổ đều kiệt quệ cả.
Vào ngày 5 tháng 1 năm 1762, Nữ hoàng Nga là Elizaveta Petrovna qua đời, truyền ngôi cho cháu trai là Pyotr III. Nga hoàng Pyotr III vốn là người vô cùng ngưỡng mộ Friedrich II Đại Đế và tất cả những thứ gì thuộc về nước Phổ. Không những thế, một thành viên khác của liên minh chống Phổ là Vương quốc Thụy Điển cũng ký kết Hòa ước Hamburg vào tháng 5 năm 1762. Ông cũng tin rằng quân Thổ Nhĩ Kỳ - Ottoman cũng chuẩn bị tiến đánh xứ Hungary thuộc Vương triều Habsburg của Đế quốc Áo. Do đó, vua Friedrich II Đại Đế lợi dụng cơ hội này mà chủ động tấn công liên quân chống Phổ, tập trung vào đánh Thống chế Áo - Bá tước Leopold Joseph von Daun tại tỉnh Silesia - người đã ra quân vào tháng 5. Ông quyết định sẽ thực hiện chính sách tiến công hung hãn, quyết chí giành lấy pháo đài Schweidnitz. Vua Pyotr III nhanh chóng chấm dứt cuộc chiến tranh Nga-Phổ, bãi bỏ vùng Đông Phổ, và ký kết Hoà ước với vua Friedrich II Đại Đế. Sau đó, Nga hoàng còn gửi một đạo quân đến giúp Quân đội Phổ đánh bại Quân đội Áo, do Bá tước Zakhar Grigoryevich Chernyshov - một vị tướng Nga vô cùng ngưỡng mộ Quốc vương Phổ - thống lĩnh.
Quân Áo phòng ngự kiên cố tại Burkersdorf. Vào ngày 30 tháng 6 năm 1762, tướng Chernyshyov mang 20.000 quân đến liên kết với Quân đội Phổ do vua Friedrich II Đại Đế thống lĩnh tại Lissa, gần Leuthen, và nhà vua sẽ đánh đuổi Daun. Tuy nhiên, Nga hoàng Pyotr III ở ngôi không được bao lâu: Hoàng hậu Ekaterina tiến hành đảo chính cung đình, cướp ngôi Hoàng đế và hạ sát ông ít lâu sau đó. Nữ hoàng Ekaterina II Đại Đế không tham gia chiến tranh Bảy năm nữa, và truyền lệnh cho đạo quân thân Phổ của Bá tước Zakhar Grigoryevich Chernyshov rút lui. Quốc vương Friedrich II Đại Đế đã đề xướng kế hoạch tấn công vào Burkersdorf. Vào ngày 17 tháng 7 năm 1762, Tướng Zakhar Grigoryevich Chernyshov thông báo cho nhà vua biết:
| “                    | Muôn tâu Đức Vua, một cuộc đảo chính vừa thành công tại kinh đô Sankt-Peterburg. Hoàng đế Pyotr III, người bạn thân thiết của Đức Vua, đã bị lật đổ, và hình như là bị ám sát. Chịu ảnh hưởng từ những kẻ thù của Đức Vua, Nữ hoàng Ekaterina II xuống chiếu đòi chúng tôi rút về nước Nga, vì không muốn làm giặc của Vương quốc Pháp và Đế quốc Áo. | ” |
| — Z. G. Chernyshyov. | |   |

## Diễn biến và ý nghĩa của trận đánh

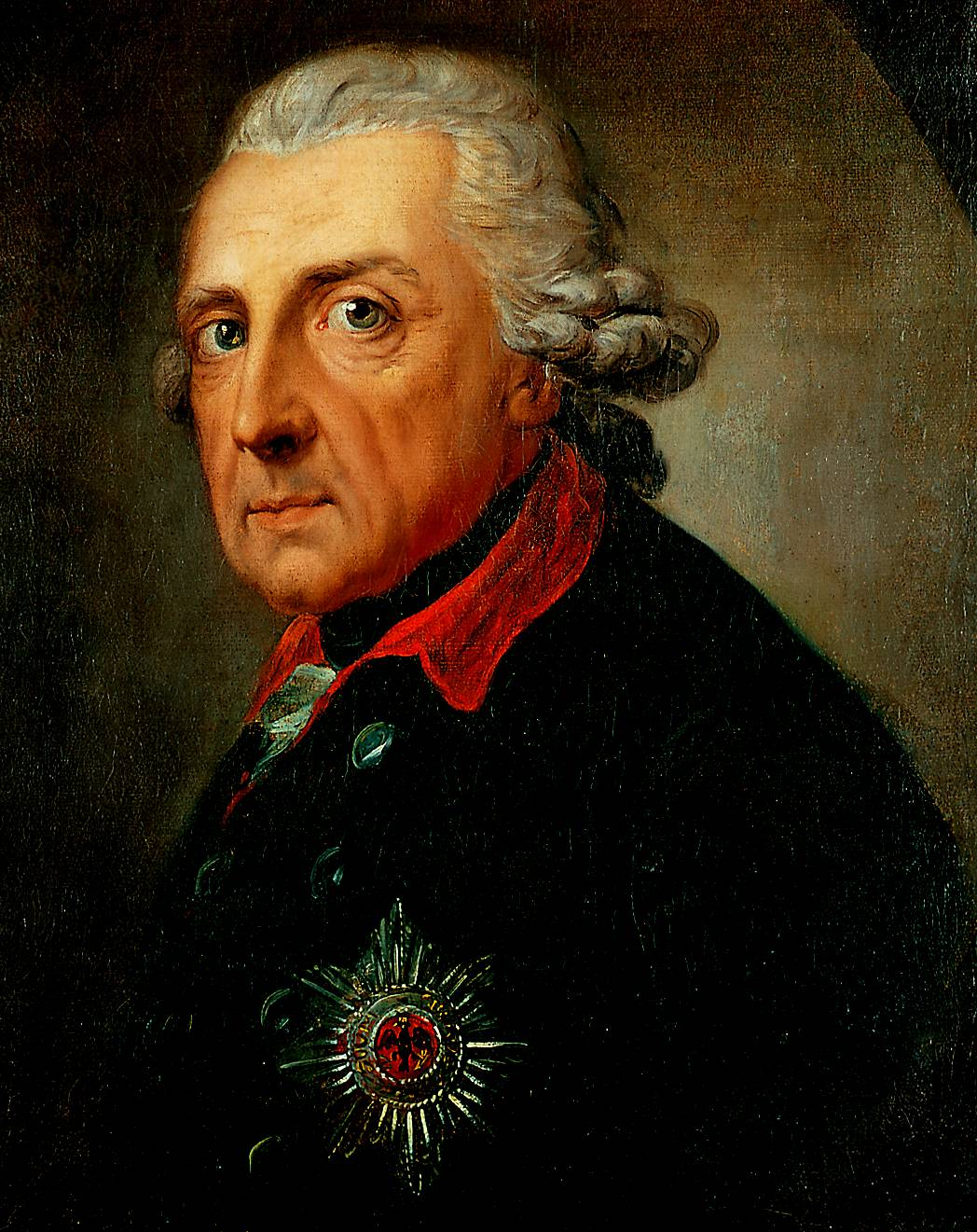
Quốc vương Friedrich II Đại Đế của Phổ. Là một nhà chinh phạt quyết đoán, ông đã chiếm được tỉnh Silesia - "viên ngọc quý nhất của Nữ hoàng Áo Maria Theresia.

Hay tin, vua Friedrich II Đại Đế trở nên đau buồn. Tuy nhiên, do "Quân Áo không hay biết sự chia rẽ này. Chúng vẫn tưởng ông là đồng minh của tôi...", ông đã khôn khéo hoãn lại cuộc rút lui của những người bạn Nga ấy ở lại thêm ba ngày nữa trước khi trận Burkersdorf kết thúc, để "Ta sẽ giành đại thắng", dù "Ta sẽ không bắt khanh phải phục vụ Ta". Và, Tướng Z. G. Chernyshyov đã không tuân theo lệnh của Nga hoàng mới. Nhà vua nước Phổ đã tiến hành tấn công cánh phải quân Áo của Thống chế Leopold Joseph von Daun tại Burkersdorf (Tây Nam Breslau).
Quân Phổ đánh nhau với quân Áo từ bốn giờ sáng cho đến năm giờ chiều vào ngày 2 tháng 7 năm 1762. Trong trận đánh tại Burkersdorf, nhà vua nước Phổ dùng những khẩu đội pháo hùng mạnh bao gồm 55 hỏa pháo nặng ở làng Burkersdorf. Trong tất cả những đạo quân mà nhà vua bố trí, chỉ có hai đạo quân thực sự chiến đấu. Tất cả những đạo quân còn lại chỉ là "khán giả" của trận chiến, và trong số đó có cả tướng Nga Chernyshyov. Wied kéo một cánh quân đánh đồi Ludwigsdorf, còn Möllendorf kéo một cánh quân khác tiến đánh đồi Burkersdorf giữa lúc Wied dẹp giặc. Trên thực tế, trận Burkersdorf không phải là một trận đánh, mà chỉ là sự kết hợp của những cuộc hành binh nhỏ nhằm đẩy lùi quân Áo của Daun. Mọi tính toán của vua Friedrich II Đại Đế đã thành công. Khẩu đội pháo của ông đã gây tiếng ồn cho những binh sĩ Áo đang phòng thủ không để Quân đội Phổ tiến đánh. Một Trung đoàn Kỵ binh Áo xung phong tấn công nhưng bị Pháo binh Phổ dẹp tan. Cả Wied và Möllendorf đều thành công. Cũng giống như trận chiến tại Freiberg sau này, vua quan Phổ đã thành công trong việc dùng những đội hình hàng dọc phân tán trong cuộc tấn công.
Sau một trận chiến bằng thủ đoạn với tổn thất ít ỏi, quân Áo bị đánh bại. Như thường lệ, khi một đội quân phòng thủ kiên cố bị tấn công quá dữ dội thì họ phải thua trận. Quân đội Phổ mất 1600 binh sĩ, và Quân đội Áo mất đến gần 10.000 binh sĩ. Sau chiến thắng tại Burkersdorf, Quốc vương Friedrich II Đại Đế cũng gặp một người lính bị thương. Ông hỏi người chiến sĩ này rằng trận đánh đã diễn ra như thế nào? Người lính bèn trả lời:
| “            | Muôn tâu Bệ hạ, Thiên Chúa đã phù hộ cho Người và chúng tôi, mọi việc đều diễn ra tốt đẹp, quân địch đang tháo chạy và chúng ta đã chiến thắng! | ” |
| — Người lính | |   |

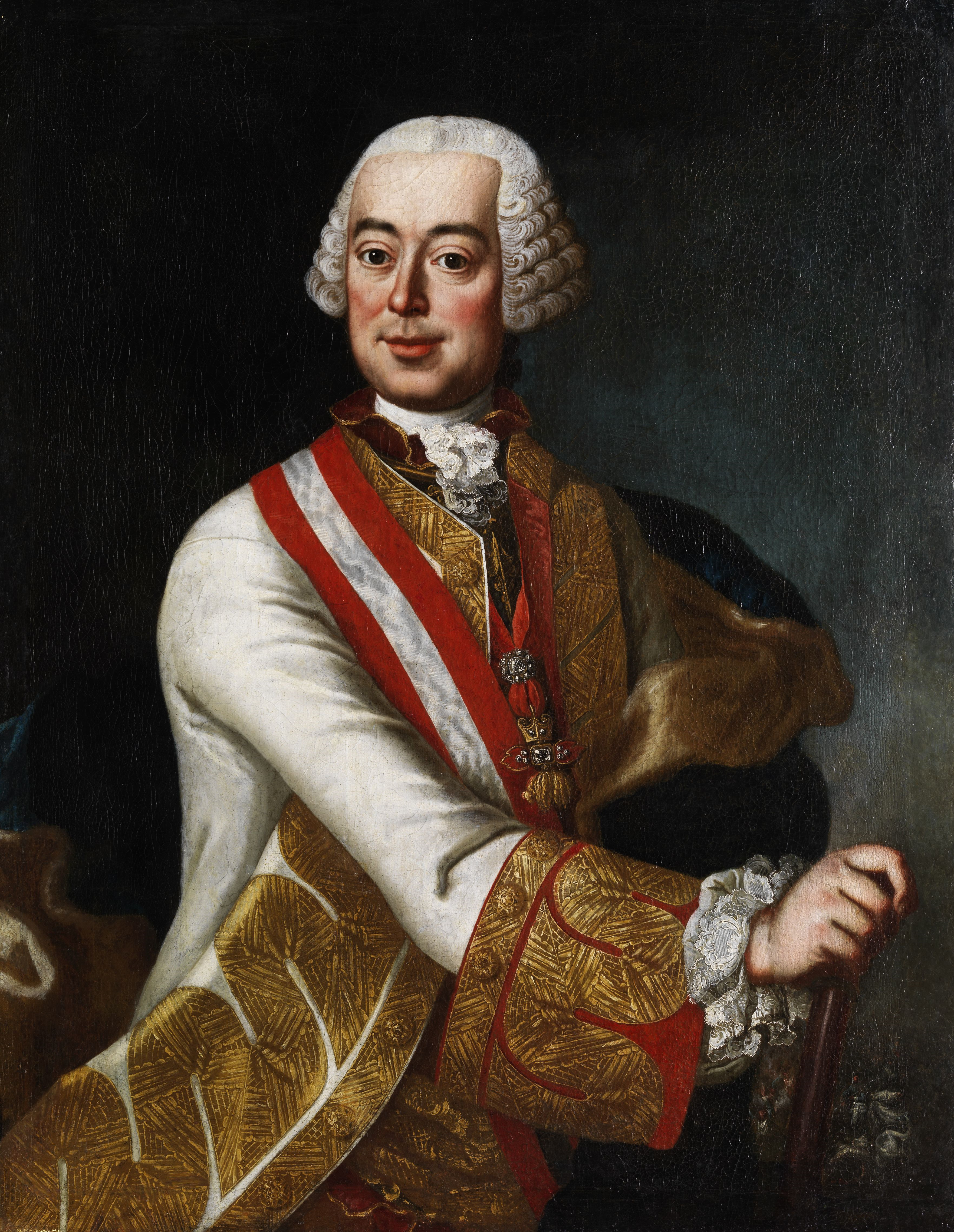
Bá tước Leopold Joseph von Daun. Sau chiến bại tại Burkersdorf, ông bị vua Friedrich II Đại Đế đánh đuổi ra khỏi pháo đài Schweidnitz (Silesia).

Sau đó, nhà vua đưa người lính chiếc khăn tay của ông, và bảo: "Con à, hãy dùng nó mà chữa vết thương của mình". Qua việc này, tướng Chernyshyov - vốn đang rong ngựa đi cùng với nhà vua - đã giải thích về sự tận tâm đã khiến cho nhà vua được quân sĩ kính yêu. Sau chiến thắng của Quân đội Phổ, quân Nga cũng rút lui. Tướng Zakhar G. Chernyshyov trở nên vô cùng thán phục chiến công của nhà vua nước Phổ. Với chiến thắng của vua Friedrich II Đại Đế, nhà văn người Anh là Thomas Carlyle ghi nhận:
| “                | Khi màn đêm buông xuống, toàn quân Áo vốn đã nhận lấy huấn lệnh của Thống chế Daun, và chuẩn bị cho một cuộc rút quân trong vòng 6 giờ trước. Đội quân tàn tạ này hoàn toàn rút lui, với trật tự hoàn hảo, cùng với túi và trang bị cầm tay của họ, mà tiến về phía Nam. Với cuộc rút quân này, hình bóng Daun đã biến mất trước mắt vua Friedrich. | ” |
| — Thomas Carlyle | |   |

Nhờ có cuộc rút lui của quân Áo mà nhà vua nước Phổ đã có thể mở đầu cuộc vây hãm Schweidnitz. Chiến thắng tại Burkersdorf một lần nữa chứng tỏ rằng nhà vua và Quân đội Phổ vẫn còn rất uy dũng dù không có viện trợ của vua Anh. Trong khi chiến thắng huy hoàng của ông tại Leuthen (1757) đã mang lại tổn hại nặng nề đối với quân Áo, trận chiến này đã giúp vua Friedrich II Đại Đế giữ vững quyền kiểm soát tỉnh Silesia, khi chiến tranh kết thúc vài tháng sau với những chiến thắng khác của Quân đội Phổ tại Reichenbach và Freiberg. Sau chiến bại tại Burkersdorf, Thống chế Daun toan tính đột kích phản công để trả thù, nhưng bị đánh bại và mất Schwedinitz về tay Quân đội Phổ.
Thống chế Daun tiêu tan dự định đấu tranh giành lại tỉnh Silesia, và Nữ hoàng Áo Maria Theresia nhận thấy tình hình trở nên tồi tệ, bà sẽ còn phải ngồi vào bàn đàm phán, với thất bại lớn lao của nước Áo. Cuộc chiến tranh tàn khốc đã kết thúc vì lòng dũng cảm và sự tàn bạo của nhà vua nước Phổ, chứ không phải là sự cứng đầu của Nữ hoàng nước Áo.

## Sách đọc thêm
- Johannes Kunisch: Friedrich der Große. Der König und seine Zeit. C.H. Beck, München 2004, S. 427 ff. ISBN 3-406-52209-2.
- Curt Jany:Geschichte der Preußischen Armee vom 15. Jahrhundert bis 1914, Zweiter Band, Die Armee Friederichs des Großen 1740-1763, Nachdruck hrsg. von Eberhard Jany, Osnabrück 1967. Zum Siebenjährigen Krieg: 625ff.